# 袁緒虎
袁緒虎（1972年1月23日—），著名水中攝影師及導演，自19歲開始學習影片製作，並曾任Channel V節目製作人及編導、年代電視台及TVBS影像編導，拍攝過兩岸三地歌手音樂錄影帶，2002年起擔任廣告導演，拍過各類商品廣告，2009年拍攝台灣觀光局旅遊達人蘭嶼之行紀錄短片，隨後自2010年起開始拍攝第一部長片作品《哈卡巴里斯》記錄片，2011年於台灣南澳舉行首映。

## 作品

### 紀錄片／短片
- 2009年－台灣觀光局旅遊達人蘭嶼之行紀錄短片 導演
- 2009年－台灣新北市新偶像劇《第三十六杯咖啡》 導演
- 2010年－許芳宜水中舞蹈 水中指導
- 2011年－雲門水中舞蹈 水中攝影
- 2013年－台北工廠之老張的家 水中攝影

### 電影
- 2011年－《哈卡巴里斯》泰雅族紀錄片 擔任導演
- 2013年－《共犯》(張榮吉導演) 擔任水中攝影
- 2013年－《白米炸彈客》(由卓立導演) 擔任水中攝影
- 2013年－《念念》(張艾嘉導演) 擔任水中攝影指導
- 2013年－《軍中樂園》(鈕承澤導演) 擔任水中攝影
- 2017年－《海。人。魚》 擔任導演
- 2021年－《東經北緯》 擔任導演

### 電視劇
- 2017年－《植劇場－夢裡的一千道牆》飾演 沈昌國
- 2019年－《天堂的微笑》飾演 胡千
- 2020年－《跟鯊魚接吻》飾演 杜哲修
- 2020年－《王牌辯護人》飾演 劉信宏
- 2024年－《不愛，愛》飾演 李強

### 廣告代言
- 2020年－《全新BMW X4 M40i X 袁緒虎：衝破極限，享受無法探底的樂趣》

## 外部連結
- 袁緒虎官方粉絲頁的Facebook專頁